# Рина Гонои
Рина Гонои (јап. 五ノ井 里奈; Префектура Мијаги, 29. септембар 1999) јапанска је џудисткиња и бивши војник Јапанских копнених снага самоодбране. Године 2021. официри Јапанских копнених снага су је сексуално напаствовали, што ју је приморало да напусти војску након што су њене жалбе за сексуално узнемиравање биле одбачене од стране виших официра.
Када је судски процес почео почетком 2023. године, један од наводних починилаца је признао кривицу, док су четворица других негирали. У децембру 2023. године Окружни суд у Фукушими осудио је све починиоце на две године затвора и условно на четири године.
4. марта 2023. године добила је међународну награду за жену храбрости од Прве даме Сједињених Америчких Држава Меланије Трампи Државног секретара Сједињених Америчких Држава.